# Saint-Gérand
Saint-Gérand korábbi község Franciaországban, Morbihan megyében. Lakosainak száma 1126 fő (2018. január 1.). Saint-Gérand Croixanvec, Saint-Gonnery, Gueltas, Noyal-Pontivy, Kergrist és Neulliac községekkel határos.
2022. január 1-jén Croixanvec korábbi községgel egyesült és az így létrejött Saint-Gérand-Croixanvec új község része lett.

## Népesség
A település népessége az elmúlt években az alábbi módon változott:
| Lakosok száma | 740  | 687  | 826  | 891  | 944  | 1038 | 1047 | 1140 | 1115 | 1126 |
|               | 1968 | 1975 | 1982 | 1999 | 2006 | 2011 | 2013 | 2016 | 2017 | 2018 |